# Teorema dos trabalhos virtuais
Demonstração do teorema: Num corpo deformável, imagine-se um conjunto de forças virtuais em equilíbrio. De seguida, o mesmo corpo é submetido à ação de um sistema de forças reais igualmente em equilíbrio. Devido à aplicação das forças reais, o corpo irá sofrer deformações reais, e, deste modo, as forças virtuais externas e os esforços virtuais internos irão realizar trabalho.
Para verificar a relação entre os trabalhos externos e os trabalhos internos, considere-se uma partícula qualquer do corpo. Conforme dito anteriormente, as fronteiras da partícula irão sofrer um conjunto de deslocamentos e, consequentemente, um dado trabalho virtual irá ser realizado. Uma parcela do trabalho virtual deve-se ao deslocamento de corpo rígido da partícula – que se designa por {\displaystyle d{\overline {W_{r}}}} – e uma outra parcela deve-se às deformações que sofrem as faces da partícula – e que se designa por {\displaystyle d{\overline {W_{d}}}} . Assim, o trabalho total realizado na partícula é
{\displaystyle d{\overline {W_{t}}}=d{\overline {W_{r}}}+d{\overline {W_{d}}}}
Ora, o PTV implica que {\displaystyle d{\overline {W_{r}}}=0} obtendo-se
{\displaystyle d{\overline {W_{t}}}=d{\overline {W_{d}}}}
Por integração da expressão anterior estendida ao volume do corpo, vem
{\displaystyle {\overline {W_{t}}}={\overline {W_{d}}}}  (1)
Considere-se agora uma fronteira interna F da mesma partícula. O trabalho total realizado ao longo dessa fronteira é dado por
{\displaystyle d{\overline {W}}_{t}^{F}=d{\overline {W}}_{r}^{F}+d{\overline {W}}_{d}^{F}.}
{\displaystyle d{\overline {W}}_{r}^{F}}é o trabalho realizado à medida que a face F se move quando a partícula sofre um deslocamento de corpo rígido, e {\displaystyle d{\overline {W}}_{d}^{F}} é o trabalho realizado à medida que a fronteira F  se deforma. Note-se que nenhuma destas duas parcelas é necessariamente nula. Ora, F sendo uma fronteira interna, é comum a duas partículas: àquela até aqui considerada e a uma outra que lhe é vizinha. Na fronteira F da partícula vizinha, os esforços virtuais são iguais e opostos àqueles na partícula que se considerou em primeiro lugar, e os deslocamentos que a fronteira sofre numa e outra partícula são iguais. Esta observação permite concluir que
{\displaystyle \{d{\overline {W}}_{r}^{F}+d{\overline {W}}_{d}^{F}\}=-\{d{\overline {W'}}_{r}^{F}+d{\overline {W'}}_{d}^{F}\}}
onde {\displaystyle \{d{\overline {W'}}_{r}^{F}+d{\overline {W'}}_{d}^{F}\}} designa o trabalho realizado na fronteira F da segunda partícula.
Como as fronteiras internas ocorrem sempre aos pares, a soma, estendida a todas as partículas do corpo, dos trabalhos totais internos é nula. Ou seja, o trabalho virtual total reduz-se ao trabalho realizado pelas forças virtuais externas. Assim, designando por {\displaystyle {\overline {W}}_{ext}} o trabalho realizado pelas forças virtuais externas, vem
{\displaystyle {\overline {W}}_{t}={\overline {W}}_{ext}}
Finalmente, redesignando por {\displaystyle {\overline {W}}_{int}} trabalho interno de deformação, que inicialmente se designou por e tendo em conta a equação (1), vem
{\displaystyle {\overline {W}}_{ext}={\overline {W}}_{int}}
que é a equação que exprime o Teorema dos trabalhos virtuais: Num corpo deformável, o trabalho virtual realizado pelas forças virtuais externas é igual ao trabalho virtual de deformação realizado pelos esforços virtuais internos.